# Oli Sorenson
Oli Sorenson est le pseudonyme de l'artiste multidisciplinaire, Olivier Sorrentino également surnommé Ann Onymous. Né en 1969 à Los Angeles en Californie (États-Unis), il vit aujourd'hui à Montréal. Adepte du remix, il inclut cette pratique dans sa démarche artistique, particulièrement dans le domaine des arts visuels où il interroge la frontière entre la création individuelle et collective.
Il est titulaire d'un doctorat interdisciplinaire (sculpture, cinéma & géographie), obtenu en 2017 de l'Université Concordia à Montréal. Il s'est intéressé à l'étude des qualités matérielles des arts immatériels. L'ensemble de son travail forme un corpus conceptuel où l'économie politique de l’œuvre se dévoile par sa déconstruction.

## Biographie

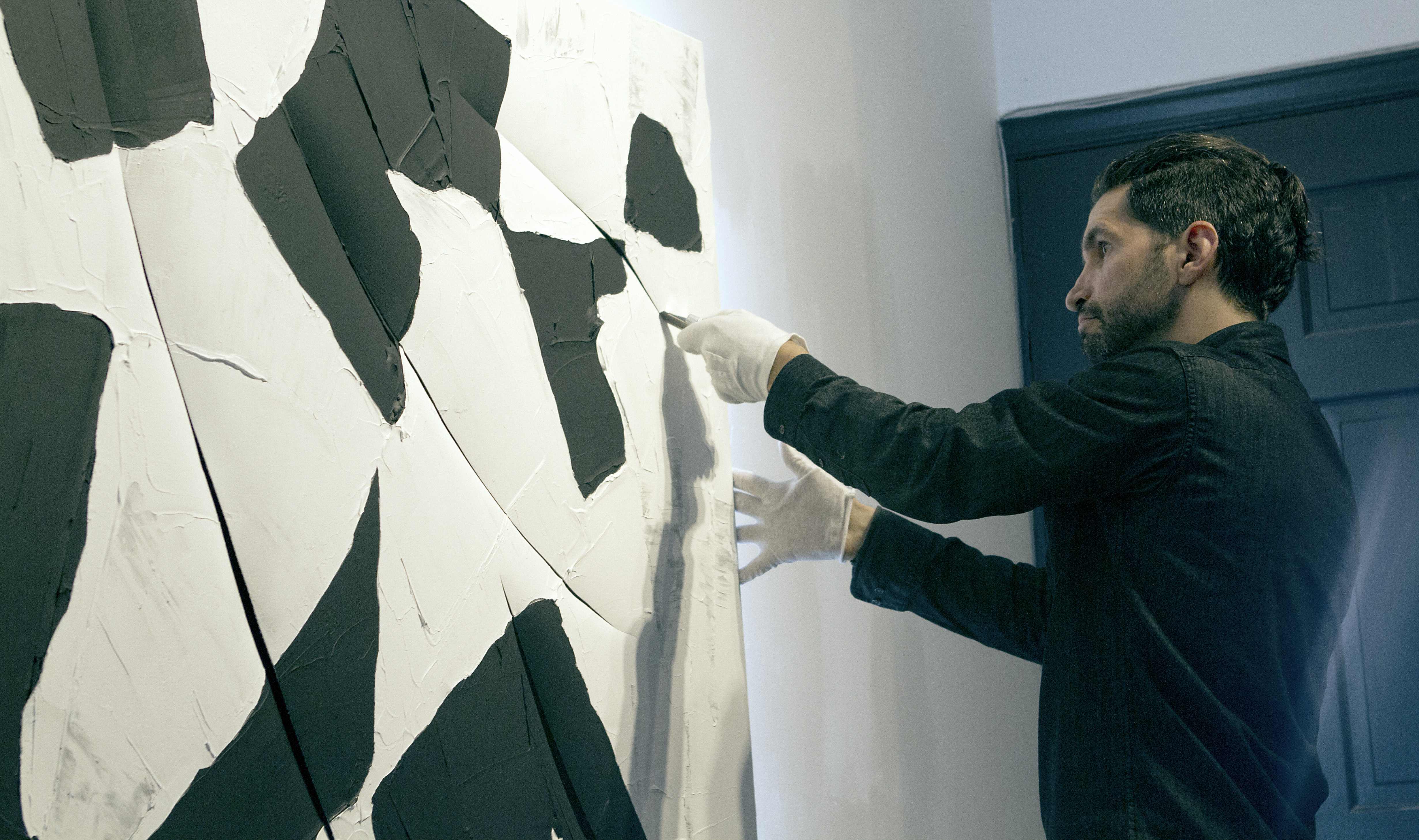
Re-Politiser Borduas. Performance à Mainline Gallery, Montréal, 2017

Oli Sorenson déjoue les lois du copyright pour transgresser le caractère immuable des figures iconiques de l’histoire de l’art et de la culture populaire. Il efface Travis Bickle du film Taxi Driver et Rick Deckard de Blade Runner dans ses remix intitulés No More Heroes. Il défigure les œuvres de Gauguin, de Warhol et de Picasso à coup de scalpel afin de rapprocher sa pratique d'un art post-punk,. Il est adepte de l'ironie, cette dernière étant considérée comme une caractéristique essentielle du postmodernisme.
Au début de sa carrière, Olivier Sorrentino s'intéresse à l'écriture, notamment en produisant des tableaux-mots qui accentuent les propriétés graphiques des mots et leur façon unique de nommer les choses. PUR, œuvre emblématique de cette période, a intégré la collection du Musée national des beaux-arts du Québec en 1993. Avec le tableau-mot quadriptyque FAUX, il participe à l’exposition Peinture peinture de 1998. Il réalise la même année la vidéo Hybridation scripto-visuelle.
Dès 1995, il allie peinture et vidéo, comme dans sa première exposition solo où il remet en question les dispositifs de communications des sociétés de consommation et dénonce le conservatisme et l'hégémonie de la pensée occidentale. Soucieux de distinguer son travail politique de ses tableaux-mots, il adopte le pseudonyme Ann Onymous. En appliquant une approche socialement engagée sur différents projets, Sorenson montre qu'il maîtrise un large éventail de procédés créatifs et de techniques en utilisant un grand nombre de matériaux: textiles, bois, néons, objets recyclés, tout se démarquant comme un pionnier dans l'utilisation des outils informatiques.
Entre 1996 et 1998, son projet de maîtrise à l'Université du Québec à Montréal lui permet de plonger dans la culture web, en étudiant comment les médias sociaux conduisent à une distanciation entre l’auteur et son public; par exemple, avec une fétichisation des technologies de communications en ligne. Il analyse également la manière dont un auteur peut se fondre dans l’anonymat. Durant sa maîtrise, il expose les œuvres interactives NOW HERE / NO WHERE (signées Eve Rib O.D.) chez Graff avec Yan Breuleux et Egonaute (signée Anny One) au Musée d'art contemporain de Montréal,.
Il réside ensuite à Londres, en Angleterre, de 1999 à 2010, et intègre l’univers du DJing. Sous le nom de VJ Anyone, il produit de nombreux clips vidéo pour des musiciens tels que Talvin Singh, Leftfield, Above & Beyond, Sander Kleinenberg. Il les accompagne lors de tournées internationales en tant que vidéo jockey. Sorenson développe ainsi une maîtrise de l'art du remix. Il applique les méthodes de citations et d’appropriations à son travail d’atelier. À l'instar d'un véritable DJ, il mêle les pièces musicales d’autres compositeurs. En développant cette technique de production audiovisuelle, il réalise Single’s Bar (2002) et l’opus Subject Zero (2005), qui sont diffusés, entre autres, parmi des expositions collectives au 12e Symposium International d'Art Électronique (Helsinki, 2004), au China Millennium Museum (Pékin, 2005) et au Media Art Institute (Amsterdam, 2005). Il produit également des performances audiovisuelles au centre ZKM (Karlsruhe, 2002), au musée KuenstlerHaus (Vienne, 2008), ainsi qu’à Londres au Tate Britain (2006), British Film Institute (2008-10) et à l’Institute of Contemporary Art (2007).
À son retour à Montréal en 2010, il adopte le pseudonyme Oli Sorenson et poursuit sa démarche de remix en réalisant des œuvres selon des procédés plus simples et répétitifs. Il s'approprie le vocabulaire visuel d'artistes influents dans le monde de l'art et le détourne vers des matériaux et des concepts non développés par ces artistes. De cette façon, il produit les séries Maping Buren, Vidéo Pistoletto, Fontana Mashup, LED Flavin et Affiches des Sept. Ces dernières sont exposées régulièrement, notamment au Salon Projektionist (Vienne, 2010), Angell Gallery (Toronto, 2012), Glitch Gallery (Boston, 2013), Monitoring (Cassel, 2015), File (Sao Paulo, 2015), Manif d'Art (Québec, 2016), Art Mûr (Berlin, 2018), Galerie Elektra (Montréal, 2019) et Spunkt Art Now (Sherbrooke et Montréal, 2020).

## Pratique artistique actuelle
Depuis 2019, Oli Sorenson travaille sur une nouvelle série d’œuvres intitulée Panorama de l'Anthropocène, dont le concept évoque l'ère géologique de l'Anthropocène, pour exécuter une multitude de dessins, d'impressions numériques, de peintures et d'animations vidéo. Il emprunte l'iconographie Néo-Géo de Peter Halley. Il interroge les infrastructures modulaires des sociétés post-industrielles: du matériel informatique aux cubicules de bureaux; des systèmes d’agriculture intensive aux "fermes-usines". Toutes ces structures s’accumulent et occupent une étendue toujours plus vaste, ce qui crée des répercussions écologiques et géologiques sur la planète. Pour ces raisons, on pourrait donc considérer Sorenson comme un artiste postmoderne.

## Citation
« Sa démarche se fonde sur des gestes de citation, de transformation et de combinaison d’œuvres existantes, pour faire émerger des formes expressives plus souples, qui s’insèrent plus librement dans nos cultures, nos patrimoines et nos mémoires collectives. Par cet assemblage immersif, l’artiste souhaite dresser un portrait des sociétés actuelles et de leurs artefacts qui s’accumulent pour occuper une étendue toujours plus vaste de la terre, au point d’y causer d’importantes répercussions écologiques.»

## Œuvres publiques

### 1990
- PUR, collection du Musée national des beaux-arts de Québec 1993

- Crux Dissimulata (Ann Onymous), jugée trop choquante, elle a été exposée partiellement au Quartier Éphémère 1995
- Les États-Unis d'alphabétique, collection du Musée national des beaux-arts de Québec 1995 [11]

- Egonaute (Anny One), Musée d’art contemporain de Montréal 1997

- Now Here / No Where (Eve Rib O.D.) affiche et animation web, Graff 1998

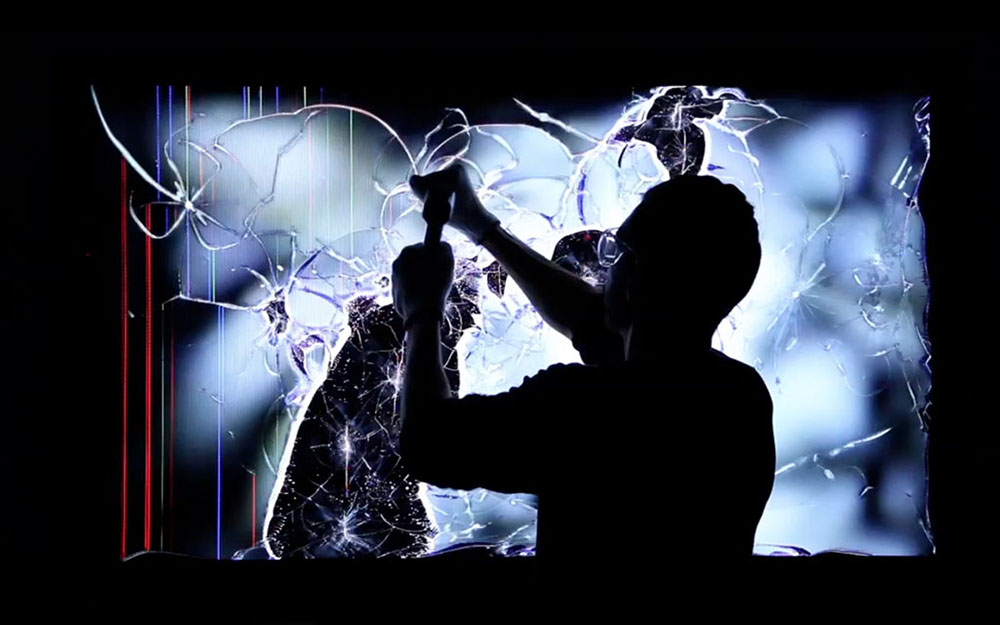

### 2010
- Mapping Buren, Installation de projecteurs et d'écrans polymorphiques 2010

- Vidéo Pistoletto (Re-made in China), performance consistant à briser des téléviseurs[5] 2014

- Re-politiser Borduas, performance consistant à lacérer des reproductions sur toiles de Paul-Émile Borduas 2017

- Affiches des Sept, performance consistant à chiffonner des reproductions sur papier de peintures connues du Groupe des Sept 2019

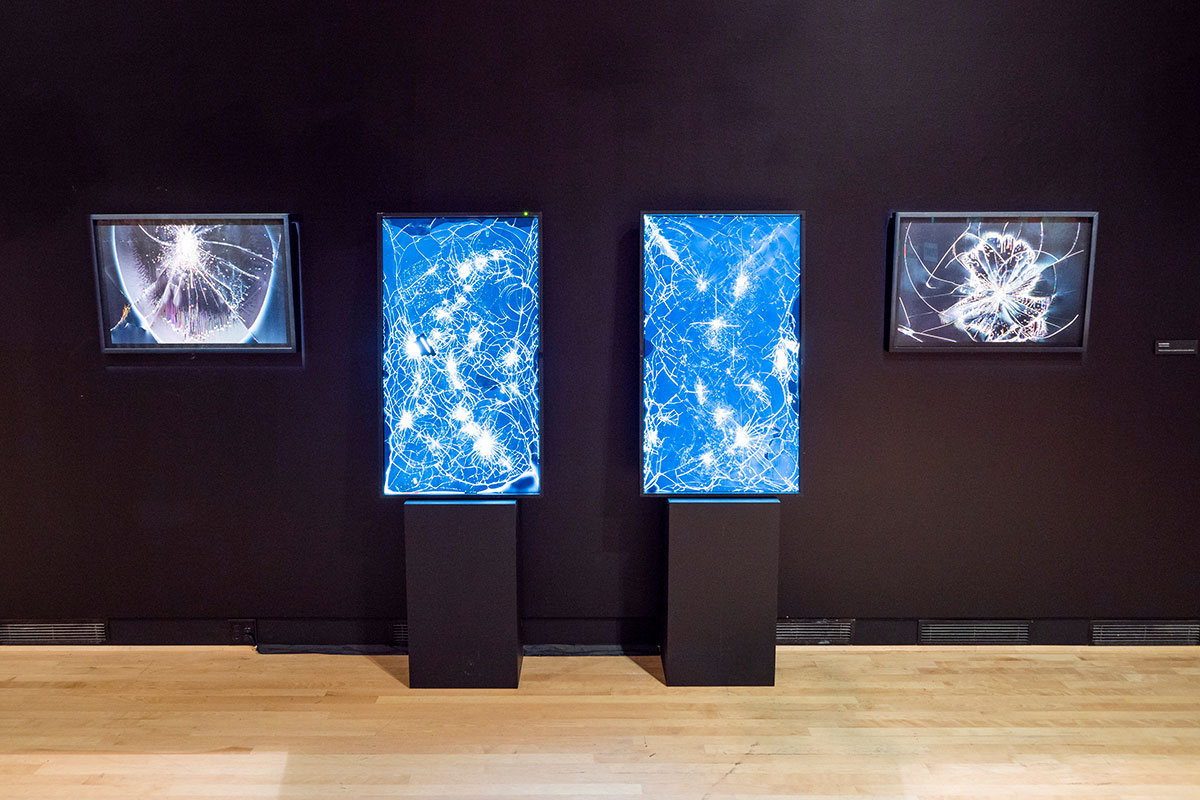

### 2020
- Panorama de l’Anthropocène, série de tableaux sur toile, d'impressions numériques, de dessins et d'animations vidéo (Plein Sud, Art Mûr, Atoll Art Actuel...)
- Foire d’art actuel de Québec, Chapelle des Jésuites, Québec, CA
- Sagamie, Alma, CA
- Spunkt Art Now, Maison de la Culture Janine-Sutto, Montréal & galerie d'art Antoine-Sirois, Centre culturel de l’Université Sherbrooke, Sherbrooke, CA
- Terra Nova: Regard sur le présent et le futur, Art Mûr, Montréal, CA 2021
- Vidéo Pistoletto,  Spunk art Now au Centre culturel de l'Université de Sherbrooke, 2021

## Publications
- Sorenson, O. (2012). Flirting with death: dispatches along 19th to 21st century painting. Esse Arts Opinions, (76), 4–11. https://www.erudit.org/fr/revues/esse/2012-n76-esse0184/67190ac/
- Sorenson, O. (2015). Jon Rafman. Esse Arts Opinions, (85), 88–89. https://www.erudit.org/fr/revues/esse/2015-n85-esse02064/78607ac/
- Sorenson, O. (2017). Mapping & projections. Etc Media, (111), 44–47. https://www.erudit.org/fr/revues/etcmedia/2017-n111-etcmedia03197
- Sorrentino, O. (2017) Remix Dialectics and the Material Conditions of Immaterial Art. PhD thesis, Concordia University.       https://spectrum.library.concordia.ca/982459/1/Sorrentino_PhD_S2017.pdf
- Sorenson, O. (2019). Against innovation: appropriation and disruption in the age of immaterial bondage. Esse Arts Opinions, (97), 20–29. https://www.erudit.org/fr/revues/esse/2019-n97-esse04801/91454ac/
- Sorenson, O. (2020). No Future? / No Future, vraiment? Esse Arts Opinions, (100), 16–23. https://id.erudit.org/iderudit/93864ac
- Sorenson, O. (2020). The inexhaustible surplus of knowledge in art objects. Esse Arts Opinions, (98), 40–45. https://id.erudit.org/iderudit/92561ac